# 程友琦
程友琦（?—?），廣東省廣州府南海縣人，清朝政治人物、進士出身。
光緒二十年（1894年），参加光緒甲午科殿試，登進士二甲82名。同年五月，改翰林院庶吉士。光緒二十一年四月，散館，授翰林院編修。